# Аннібале де Гаспаріс
Аннібале де Гаспаріс (італ. Annibale de Gasparis; 9 Листопад 1819 — 21 березня 1892) — італійський астроном. З 1864 по 1889 був директором астрономічної обсерваторії Каподімонте в Неаполі. У 1851 році він отримав Золоту Медаль Королівського Астрономічного товариства.
Відкрив 9 астероїдів: 	
| 10 Гігея     | 12 квітня 1849   |
| 11 Партенопа | 11 травня 1850   |
| 13 Егерія    | 2 листопада 1850 |
| 15 Евномія   | 29 липня 1851    |
| 16 Психея    | 17 березня 1852  |
| 20 Массалія  | 19 вересня 1852  |
| 24 Феміда    | 5 квітня 1853    |
| 63 Авсонія   | 10 лютого 1861   |
| 83 Беатріс   | 26 квітня 1865   |

На його честь названі астероїд 4279 Де Ґаспаріс (1982 WB), місячний кратер Гаспаріс діаметром 30 км, а також перелом довжиною близько 93 км поблизу кратера.